# Willem de Ridder
Willem Cornelius de Ridder ('s-Hertogenbosch, 14 oktober 1939 – Huizen, 29 december 2022) was een Nederlands radiomaker, verhalenverteller, tijdschriftenmaker, internationaal bekend Fluxus-kunstenaar en 'spiegeloog'. Hij was medeoprichter van de Amsterdamse poppodia Melkweg en Paradiso.

## Aanvang
De Ridder bezocht de Koninklijke Academie voor Kunst en Vormgeving in 's-Hertogenbosch. Na de kunstacademie stopte De Ridder met schilderen, nam het blad papier van zijn ezel; verfrommelde het en noemde het een "Papieren Konstellatie" (PK). In deze trant maakte hij PK-theater, PK-muziek, PK-mode, PK-sculpturen, PK-installaties, PK-environments, PK-architectuur en PK-filosofie. Dit leidde tot PK-parties, PK-verkeer, PK-shirts en een PK-wereldconcept. 
Fluxus-voorman George Maciunas benoemde hem tot voorzitter van Fluxus (afdeling Noord-Europa). In deze hoedanigheid organiseerde hij verschillende concerten en Fluxus-festivals. De Ridder had in de jaren 60 een Fluxus postorderbedrijf in Amsterdam.

## Projecten en samenwerkingen
Willem de Ridder stond aan de wieg van tal van ontwikkelingen op het gebied van kunst, cultuur en recreatie. Hij was bijvoorbeeld nauw betrokken bij de oprichting van alternatieve jongerenclubs als Paradiso, Fantasio en de Melkweg.
Samen met Wim van der Linden realiseerde hij Sad Movies, die op filmfestivals in heel Europa werden vertoond. Met de componisten van nieuwe muziek Dick Raaijmakers, Louis Andriessen, Peter Schat, Ton Bruynèl, Rob du Bois, Jaap Spek en Misha Mengelberg was hij medeoprichter van de Mood Engineering Society (MES). De resulterende concerten waren visuele muziekevents (F 1960, 4B & 1O, Ballet). De Ridder werkte samen met Nam June Paik en presenteerde Paiks' Piano for all Senses in zijn galerie 'Amstel 47' te Amsterdam.
Met Wim T. Schippers was hij oprichter van de Association for Scientific Research in New Methods of Recreation (AFSRINMOR International). Met Annie Sprinkle maakte hij geruchtmakende radioshows op verschillende Amerikaanse radiostations. Met Eric van den Brink maakte hij de culthit Spiegelogie Rap. Hij begon Radio Cadillac op de Nederlandse radio.
De succesvolle samenwerking van Willem de Ridder met Wim T Schippers en Wim van der Linden werd indertijd door het tijdschrift Hitweek/Aloha "Wimmenpower" genoemd.
De Ridder woonde lange tijd in Californië en in Toscane, Italië. Weer in Nederland was hij een van de eersten die experimenteerde met het opzetten van 06-lijnen voor erotische avonturen. Een daarvan was de 'Cora en Willem lijn voor mannen en vrouwen' waarbij hij samenwerkte met Cora Emens.

## Tijdschriften
De Ridder bedacht en realiseerde in de loop der jaren een hele reeks bladen, die vaak geheel of gedeeltelijk gevuld werden met bijdragen van de lezers. Hij werd in de jaren 60 genomineerd voor een eervolle staatsprijs met een geldbedrag voor de bijzondere vormgeving ervan. Hij weigerde de prijs echter omdat hij vond dat de prijs eigenlijk naar de lezers en schrijvers had moeten gaan. Dit kwam in het nieuws en vervolgens kwam er een ambtenaar van de belastingen op bezoek die er op aandrong dat hij de prijs zou accepteren om eindelijk eens belasting te kunnen betalen. Dit werd door De Ridder eveneens geweigerd. De grafisch vormgever en typograaf Piet Schreuders, bekend van onder andere De Poezenkrant, refereert aan zijn begintijd op de redactie van Aloha als een bijzonder inspirerende ervaring.
- Hitweek, jongerentijdschrift
- Aloha, voortzetting van Hitweek
- Suck, het eerste Europese sekstijdschrift
- Finger, het eerste Amerikaanse blad geheel volgeschreven door de lezers
- God, voor Amerikaanse lezers
- Hate, voor Amerikaanse lezers gemaakt vanuit Italië
- Love, voor Amerikaanse lezers gemaakt vanuit Italië
- Fanatic, opgericht in samenwerking met William Levy
- Talkradio-krant met Peter J. Muller
- Trip de Reiziger
- De Willem de Ridderkrant in het Nederlands

## Radio, internetradio, web-tv
Willem de Ridder bereikte landelijke bekendheid met roemruchte radio-uitzendingen als De Doodsangst Escapade, GOD (Grote Oto Derby), de Neuro-rit (rond de introductie van de euro) en Talkradio. 
Bij de nachtritten De Doodsangst Escapade, GOD en Neuro-rit werden radioluisteraars uitgenodigd aan een soort speurtocht deel te nemen, waarbij zij de instructies via de radio konden opvolgen om uiteindelijk naar een bepaald punt geleid te worden, waar verder overigens niet veel bijzonders gebeurde, met uitzondering van het jaar 1997 toen een deelnemer van de Neuro-rit door een toevallige passant werd neergestoken. De deelnemer overleefde en de dader kreeg een jaar cel. 
In 1983 maakte hij ¨Dynasty Revisted", waarbij via de VPRO radio synchroon liep met een uitzending van de soap  Dynasty (1981) op de zender Veronica. Dit was een onderdeel van het Holland Festival. De teksten waren hilarisch en vaak dubbelzinnig. 
Meer dan twintig jaar lang had De Ridder een wekelijkse radioshow op het Amsterdamse vrije radiostation genaamd Radio 100 (aanvankelijk WHS Radio geheten). Hij praatte hierin met gasten in de studio, telefonisch met luisteraars en liet regelmatig zijn hoorspelen horen. In 2006 startte hij een eigen Ridderradio en was hij niet langer te horen op andere zenders. Ridderradio zendt dagelijks uit, De Ridder verzorgde zelf eens per week uitzendingen. Luisteraars konden direct met de radiomaker chatten, hem op de webcam zien en zelf via de telefoon gedeeltes van het radioprogramma invullen. 
In 2007 startte De Ridder een eigen televisiestation op internet: de Willem de Ridder Omroep (WDRO).

## Meesterverteller
Als verhalenverteller verwierf De Ridder zo'n grote faam, dat hij vaak werd aangekondigd als de meesterverteller Willem de Ridder. Zo vertelde hij bijvoorbeeld regelmatig oeroude verhalen in de theaterzaal van de Melkweg te Amsterdam. Hij is een graag geziene gast op de Verhalenboot in Zwolle en op diverse verhalenfestivals in den lande. Er zijn in Nederland op diverse plaatsen zogenaamde audiotours verkrijgbaar, waarbij de luisteraar door de karakteristieke stem van de verteller een bijzonder hoorspelachtig avontuur wordt binnengeleid, dat zich bijvoorbeeld kan afspelen in ongerepte natuurgebieden of in de geheimzinnige uithoeken van een oud kasteel.

## Spiegelogie
Willem de Ridder was aanhanger en verspreider in Nederland van de filosofie dat de werkelijkheid wordt zoals men haar zelf beschrijft; 'spiegelogie'. In veel plaatsen in Nederland bestaan zogenaamde fanclubs waar mensen oefenen met het gedachtegoed uit de 'spiegelogie', zoals het nemen van verantwoordelijkheid voor de eigen 'bestellingen' en het zowel jezelf als je medemens onvoorwaardelijk accepteren als perfect. Deze filosofie komt uit de Verenigde Staten; de grondlegger ervan heet Arnold Patent.

## Tentoonstellingen
- 1983 'Willem de Ridder retrospektief', Groninger museum
- 2003 ‘Hitweek! 1965-1969’, museum De Beyerd, Breda